# Xã đặc quyền Watertown, Michigan
Xã Watertown (tiếng Anh: Watertown Township) là một xã thuộc quận Clinton, tiểu bang Michigan, Hoa Kỳ. Năm 2010, dân số của xã này là 4.836 người.